# غاري بلامر (كرة سلة)
غاري بلامر (بالإنجليزية: Gary Plummer)‏ مواليد 21 فبراير 1962 في هايلاند بارك، هو لاعب كرة سلة أمريكي معتزل. بدأ مسيرته الاحترافية في سنة 1984. تم اختياره من قبل فريق غولدن ستايت ووريورز خلال الدرافت. يبلغ طوله 6 قدم 9 بوصة (2.1 م). اعتزل اللعب في 1997.

## المسيرة الاحترافية
لعب مع غولدن ستايت ووريورز في موسم 1984–1985، ثم لعب مع بالونكيستو مالقا في الدوري الإسباني في موسم 1987–1988، ثم لعب مع دنفر ناغتس في موسم 1992–1993.

## روابط خارجية
- غاري بلامر على موقع إن بي أي (الإنجليزية)
- غاري بلامر على موقع سبورتس رفرنس (الإنجليزية)
- غاري بلامر على موقع الدوري الإسباني لكرة السلة (الإسبانية)
- غاري بلامر على موقع كرة السلة الأوروبية.كوم (الإنجليزية)
- غاري بلامر على موقع كلية كرة السلة في سبورتس رفرنس.كوم (الإنجليزية)
- غاري بلامر على موقع ريلجم (الإنجليزية)
- غاري بلامر على موقع بروبوليرز (الإنجليزية)
- غاري بلامر على موقع سبورتس رفرنس (الإنجليزية)